# Nyarwonga (vattendrag i Burundi, Gitega)
Nyarwonga är ett vattendrag i Burundi.   Det ligger i provinsen Gitega, i den centrala delen av landet, 70 km öster om huvudstaden Bujumbura.
Omgivningarna runt Nyarwonga är en mosaik av jordbruksmark och naturlig växtlighet. Runt Nyarwonga är det tätbefolkat, med 276 invånare per kvadratkilometer.